# Farmington (Utah)
Farmington é uma cidade localizada no estado norte-americano de Utah, no Condado de Davis.

## Demografia
Segundo o censo norte-americano de 2000, a sua população era de 12.081 habitantes.
Em 2006, foi estimada uma população de 15.540, um aumento de 3459 (28.6%).

## Geografia
De acordo com o United States Census Bureau tem uma área de
20,1 km², dos quais 20,1 km² cobertos por terra e 0,0 km² cobertos por água. Farmington localiza-se a aproximadamente 1336 m acima do nível do mar.

## Localidades na vizinhança
O diagrama seguinte representa as localidades num raio de 12 km ao redor de Farmington.